# Joe Palooka
Joe Palooka è una serie a fumetti a strisce giornaliere creata da Ham Fisher nel 1921, pubblicata negli Stati Uniti d'America dal 1928 su una ventina di quotidiani minori e, da gennaio 1931, su testate più importanti arrivando, all'apice del successo, a essere pubblicata su circa 900 testate.
La serie ebbe una trasposizione in un lungometraggio cinematografico nel 1933 e, nella seconda metà degli anni quaranta, e dalla serie venne tratto un serial radiofonico trasmesso dalla CBS, 12 lungometraggi (prodotti principalmente dalla Monogram Pictures), 9 cortometraggi della Vitaphone, una serie televisiva nel 1954 (The Joe Palooka Story), alcune serie di comic books e vario merchandising; nel 1980 gli venne dedicata una montagna in Pennsylvania.

## Storia editoriale
Prima di essere accetta per la pubblicazione, la serie ricevette molti rifiuti ma venne infine distribuita dal McNaught Syndicate che la vendette a a oltre venti testate esordendo il 19 aprile 1930 e arrivando nel 1948 a essere una delle cinque strisce a fumetti più popolari pubblicate sui quotidiani.
La serie prosegue grazie anche alla collaborazione di altri autori come Phil Boyle, Al Capp e Moe Leff che affiancarono Fisher con Leff che poi lo sostituirà dopo il suo suicidio alla fine del 1955; la serie venne infine realizzata da Tony Di Preta fino 1984 quando venne interrotta.
Per decenni il personaggio comparve anche nel formato comic book in diverse pubblicazioni nelle prime delle quali venne riproposta la ristampa della serie a strisce per poi pubblicare storie inedite create appositamente per i comic book. Comprimari della serie come Little Max e Humphrey Pennyworth ebbero ciascuno una propria serie edita dalla Harvey Comics.
I diritti del personaggio vennero poi acquisiti da Joe Antonacci che ne ha riproposto una nuova versione pubblicata dalla IDW Publishing nel 2012 dove il personaggio venne riproposto come combattente di arti marziali.

## Trama
Il personaggio è un pugile che aspira alla conquista del titolo di campione mondiale dei pesi massimi; è affiancato dal suo cinico manager Knobby Walsh. Tra gli altri comprimari, in parte creati da Al Capp e Moe Leff, che affiancano Fisher nella realizzazione, ci sono Ann Howe, la sua fidanzata che il pugile ama e che diventerà sua sposa.

## Altri media

### Cinema
Il personaggio esordì al cinema nel film Palooka, nel 1934, impersonato dal Stuart Erwin; successivamente venne prodotta una serie di nove cortometraggi dalla Vitaphone (1936–37) con Robert Norton nella parte del protagonista; la Monogram Pictures produsse dal 1946 al 1951 un serial cinematografico di undici film a basso budget con Joe Kirkwood, Jr. nella parte del protagonista.
Lungometraggi
- Palooka (1934)

- Serial della Monogram Pictures (1946 - 1951)

1. Joe Palooka, Champ (1946)
2. Gentleman Joe Palooka (1946)
3. Joe Palooka in the Knockout (1947)
4. Joe Palooka in Fighting Mad (1948)
5. Joe Palooka in Winner Take All (1948)
6. Joe Palooka in the Big Fight (1949)
7. Joe Palooka in the Counterpunch (1949)
8. Joe Palooka Meets Humphrey (1950)
9. Joe Palooka in Humphrey Takes a Chance (1950)
10. Joe Palooka in the Squared Circle (1950)
11. Joe Palooka in Triple Cross  (1951)

Cortometraggi
1. For the Love of Pete (March 14, 1936)
2. Here's Howe (June 6, 1936)
3. Punch and Beauty (August 6, 1936)
4. The Choke's on You (September 12, 1936)
5. The Blonde Bomber (November 28, 1936)
6. Kick Me Again (February 6, 1937)
7. Taking the Count (April 24, 1937)
8. Thirst Aid (June 12, 1937)
9. Calling All Kids (November 20, 1937)

### Radio
- Joe Palooka, serial radiofonico incentrato sul personaggio, prodotto dalla CBS e trasmesso dal 12 aprile al 18 agosto 1932 con l'attore Teddy Bergman nella parte principale.[5]

### Televisione
- The Joe Palooka Story (1954): serie televisiva con Kirkwood come protagonista.